# 多洛尔河
多洛尔河（法語：Dolore，法語發音：[dɔlɔʁ]）是法国奥弗涅-罗讷-阿尔卑斯大区多姆山省的河流，是多爾河的左支流，长37.1千米。